# Entyloma grampiansis
Entyloma grampiansis är en svampart som beskrevs av Vánky & R.G. Shivas 2003. Entyloma grampiansis ingår i släktet Entyloma och familjen Entylomataceae.   Inga underarter finns listade i Catalogue of Life.